# 3615 code Père Noël
Pour plus de détails, voir Fiche technique et Distribution.
3615 code Père Noël est un film de Noël français réalisé par René Manzor, sorti en 1990.

## Synopsis
Thomas de Frémont est un garçon de neuf ans amateur de héros de films d'action qui a aménagé sa maison en « terrain de jeu » avec des pièges et installations, éveillé et très doué sur le plan technique, mais qui croit toujours au père Noël. Pour prouver son existence à lui-même ainsi qu’à son meilleur ami, qui comme les autres enfants de leur âge n’y croit plus, il installe un système de caméra très élaboré dans le manoir familial pour la veille du 25 décembre, afin de filmer l'arrivée du père Noël malgré l'avertissement de sa mère qui, pour l'en dissuader et éviter de lui gâcher une surprise, lui invente une histoire sur le père Noël qui se changerait en « ogre » lorsque les enfants tentent de le surprendre. Comme elle doit travailler plus longtemps ce soir-là, l’enfant est obligé de passer la veille de Noël seul avec son grand-père partiellement aveugle et diabétique dans leur demeure. En se servant du Minitel en présence de son ami, Thomas parle avec une personne inconnue qui prétend être le vrai père Noël.
L'inconnu se retrouve dans le magasin que dirige la mère de Thomas comme employé pour jouer un père Noël. Cependant, les enfants des clients manifestent peu de sympathie pour ce « père Noël », ce qui l’amène à gifler une petite fille (qui lui avait tiré sa barbe et qui le traite de faux père noël) : pour une telle faute professionnelle, il est immédiatement mis à la porte par la mère de Thomas. Obtenant par hasard l'adresse de sa maison, il saisit une occasion et s’empare de la camionnette censée livrer les cadeaux de Noël de la famille en tuant le chauffeur : c’est maintenant lui, toujours déguisé en père Noël, qui va jouer ce rôle et pénétrer dans la propriété des Frémont. Caché sous une table avec J.R., son chien, Thomas guette son arrivée. Son enthousiasme augmente quand l'homme à la barbe blanche et enveloppé dans sa robe rouge apparaît enfin mais, pour éviter de le contrarier, Thomas reste dans sa cachette. Cependant, J.R. réagit instinctivement à la menace que représente l'invité et l'attaque en mordant dans un pan de son costume : le père Noël se saisit alors d'une pelle à tarte qui se trouvait sur la table et empale brutalement son chien d'un coup dans la poitrine, sous l’œil horrifié de Thomas.
Découvert et poursuivi, dans l’impossibilité de fuir la demeure et de joindre l'extérieur, l'enfant doit maintenant protéger sa maison et surtout son vieux grand-père de ce psychopathe. Sa connaissance familière du terrain, les caméras de surveillance installées auparavant et les aménagements dont il se servait habituellement pour s'amuser lui procurent un avantage, mais le tueur qui s'amuse comme un enfant de la traque se montre aussi particulièrement obstiné : c’est un jeu sanglant du chat et de la souris qui commence à travers les couloirs sinueux et secrets de l'ancienne demeure et atteint son point culminant quand le grand-père de Thomas, diminué à cause de sa mauvaise vue et d'une dangereuse crise diabétique, arrive toutefois à abattre d’un coup de feu hasardeux le psychopathe pour sauver son petit-fils sévèrement blessé au couteau et à sa merci.
Ne parvenant pas à contacter son domicile en rentrant finalement plus tôt du travail, récupérée par son collègue et compagnon après un accident sur la route enneigée en appelant la police au volant, la mère de Thomas comprend que quelque chose ne va pas chez elle et se précipite dans le grand salon pour y trouver son fils cataleptique, son propre père à moitié mort de son diabète et le corps du père Noël tueur. Épouvantée par la scène tandis que son compagnon vérifie l'état de son père, elle étreint son fils complètement troublé et étourdi par tout ce qui vient d’arriver. Après s'être remémoré les événements et la mise en garde inventée par sa mère, Thomas réagit enfin à ses appels mais demeure toutefois inconscient de la dure réalité de la situation. Il lui répond soudainement et naïvement : « C'est ma faute, maman : j'ai voulu voir le Père Noël ».

## Fiche technique
- Réalisation : René Manzor
- Scénario :  René Manzor
- Production : François Bureau, Marie-Rose Venuti et Patrick Turin
- Production exécutive : Jungle Production et Charles de Feral
- Musique : Jean-Félix Lalanne
- Durée : 87 minutes
- Date de sortie : 17 janvier 1990
- Vidéo : Sortie DVD + Blu Ray le 12 décembre 2017 chez Le Chat qui fume
- Interdit aux moins de 12 ans

## Distribution
- Brigitte Fossey : Julie (mère de Frémont)
- Louis Ducreux : Papy (grand-père de Frémont)
- Patrick Floersheim : le Père Noël
- Alain Lalanne (crédité « Alain Musy ») : Thomas (fils de Frémont)
- François-Éric Gendron (crédité « François Éric Gendron ») : Roland (associé de Julie)
- Stéphane Legros : Pilou (ami de Thomas)
- Franck Capillery : le policier
- Nicole Raucher : Louise (créditée « La cuisinière »)
- Gédéon : Charles (crédité « Le jardinier »)
- Charles de Feral : cadre du Printemps (collègue de Julie)
- Marion Bureau : la petite fille
- Mousse : le clown
- Edmond Thanel : chauffeur-livreur
- René Manzor : responsable stock
- Canaillou : le chien J.R.
- L'École Nationale des Arts du Cirque de Rosny-sous-Bois (créditée « L'École du Cirque de Rosny-sous-Bois »)
- Laurent et Michel Barboux (le jongleur et l'avaleur de sabre ; rôles non crédités)
- Claude Reboul : cracheur de feu
- Gerard Duges : doublure
- Ngoc Lan Truong Thi : doublure

## Production

### Distribution des rôles
Le jeune héros crédité au générique sous le nom d'Alain Musy est interprété par Alain Lalanne, né en 1978, qui avait déjà joué pour René Lalanne (identité réelle de René Manzor) dans Le Passage et n'est autre que son propre fils, ainsi que le neveu de Francis et Jean-Félix Lalanne.

### Tournage
Le film est tourné à Saint-Germain-lès-Arpajon, dans un ancien hangar à pommes, qui est converti plus dans les Studios d'Arpajon.

### Thèmes
Comme dans ses autres films, René Manzor y aborde la mort.

## Bande originale
L'unique chanson du film est Merry Christmas, écrite par le chanteur Francis Lalanne et composée par Jean-Félix Lalanne (tous deux frères du réalisateur, le second compositeur du film). Arrangée par Michel Olivier, elle est interprétée par la chanteuse Bonnie Tyler. C'est René Manzor lui-même qui réalise le vidéoclip.

## Accueil

### Sortie
Le film est présenté hors compétition au Festival international du film fantastique d'Avoriaz 1990. En 2018 il connait sa première sortie nord-américaine au Fantastic Fest d'Austin au Texas, après une restauration par l'American Genre Film Archive.

### Influences
D'après René Manzor, Maman, j'ai raté l'avion !, réalisé par Chris Columbus, est un remake réalisé sans lui avoir demandé les droits. En effet, John Hughes, le scénariste du film américain, a pris connaissance de 3615 lors du Festival de Cannes en mai 1989. Par la suite, Manzor est embauché par Amblin Entertainment qui reconnait les similarités entre les deux œuvres,.